# Acnodon normani
Acnodon normani är en fiskart som beskrevs av Gosline, 1951. Acnodon normani ingår i släktet Acnodon och familjen Characidae. Inga underarter finns listade i Catalogue of Life.